# Orderville
Orderville é uma cidade  localizada no estado norte-americano de Utah, no Condado de Kane.

## Demografia
Segundo o censo norte-americano de 2000, a sua população era de 596 habitantes.
Em 2006, foi estimada uma população de 606, um aumento de 10 (1.7%).

## Geografia
De acordo com o United States Census Bureau tem uma área de
23,8 km², dos quais 23,8 km² cobertos por terra e 0,0 km² cobertos por água.

## Localidades na vizinhança
O diagrama seguinte representa as localidades num raio de 36 km ao redor de Orderville.